# Jaime Navarra Farré
Jaime Navarra Farré (Barcelona, 1906 - San Justo Desvern, 1999) fue un traductor y escritor español.
Vivía en Barcelona y era un gran lector desde niño. Se formó como delineante, pero trabajó toda su vida en el negocio paterno de cerrajería. En los años veinte pasó dos años en París. Su pasión por la lectura lo condujo a aprender de forma autodidacta el idioma inglés, el alemán, el italiano y el esperanto. Contrajo matrimonio con una ciudadana austriaca, de la que tuvo una hija. Hacia los sesenta años abandonó el negocio familiar para entregarse a las letras y a la traducción. Escribió novelas y relatos, pero estas obras originales no llegaron a publicarse.
Fuera de sus traducciones técnicas y de otras obras literarias, destacó por sus versiones directas del inglés al castellano, en prosa, de once dramas de William Shakespeare para la editorial Bruguera en dos volúmenes (1970-1972), que se reimprimieron y reeditaron en las décadas de los 70 y 80 del siglo XX y han continuado reeditándose en el XXI. El verso rimado por Shakespeare, no el verso blanco inglés (pentámetro yámbico sin rima) que traduce en prosa, también lo tradujo en verso rimado.
También hizo versiones al español del alemán (Alejandro Magno y su tiempo 1968, de Peter Bamm, y Orígenes de la conciencia moderna de crisis, 1969, de Ehrenfried Muthesius).